# Marta Betoldi
Marta Betoldi (17 de mayo de 1959 es una actriz, guionista y dramaturga argentina de televisión, teatro y cine. También fue guionista de las series Socias, Ciega a citas, Solamente vos, Esperanza mía, Las Estrellas y una de las autoras de la serie original de Netflix Edha.

## Televisión
Actriz
- Tu mundo y el mío (1987)
- Mi nombre es Coraje (1988)
- Buenos Aires háblame de amor (1991)
- Antonella (1992)
- Micaela (1992)
- Son de diez (1992)
- Vivo con un fantasma (1993)
- Mi cuñado (1993)
- Los machos (1994)
- Montaña rusa (1994)
- Inconquistable corazón (1994)
- Por siempre mujercitas (1995)
- El último verano (1996)
- Mi familia es un dibujo (1996)
- Los herederos del poder (1997)
- De corazón (1997)
- Aprender a vivir (1997)
- Señoras y señores (1997)
- Lo dijo Papá (1997)
- Como vos & yo (1998)
- Buenos vecinos (1999)
- Calientes (2000)
- Ilusiones (2000)
- Luna salvaje (2000)
- Franco Buenaventura, el profe (2002)
- Durmiendo con mi jefe (2003)
- La niñera (2004)
- 1/2 falta (2005)
- Botines (2005)
- Mujeres asesinas (2006-2008)
- Socias (2008)
- Ciega a citas (2010)
- Camino al amor (2014)

Guionista
- Socias (2008)
- Ciega a citas (2009/2010)
- Cuando me sonreís (2011)
- Daños colaterales (2012)
- Solamente vos (2013/2014)
- Esperanza mía (2015/2016)
- Las Estrellas (2017)
- Edha (2017)
- Separadas (2020)
- Gran expréss (2020)

## Cine
Actriz
- Proceso a la infamia (1974)
- Los médicos (1978)
- Días de ilusión (1980)
- No habrá más penas ni olvido (1983)
- La Rosales (1984)
- Buenos Aires me mata (1998)
- Fugaz (2003)
- El día que me amen (2003)

## Premios y nominaciones
| Año  | Premio                      | Categoría                      | Programa      | Resultado |
| ---- | --------------------------- | ------------------------------ | ------------- | --------- |
| 2008 | Premios Clarín Espectáculos | Mejor Guion                    | Socias        | Ganadora  |
| 2009 | Premios Martín Fierro       | Mejor Autor y Mejor Libretista | Ciega a citas | Nominada  |
| 2010 | Premios Martín Fierro       | Mejor Autor y Mejor Libretista | Ciega a citas | Nominada  |
| 2013 | Premios Martín Fierro       | Mejor Autor y Mejor Libretista | Solamente vos | Nominada  |